# Двотактний двигун

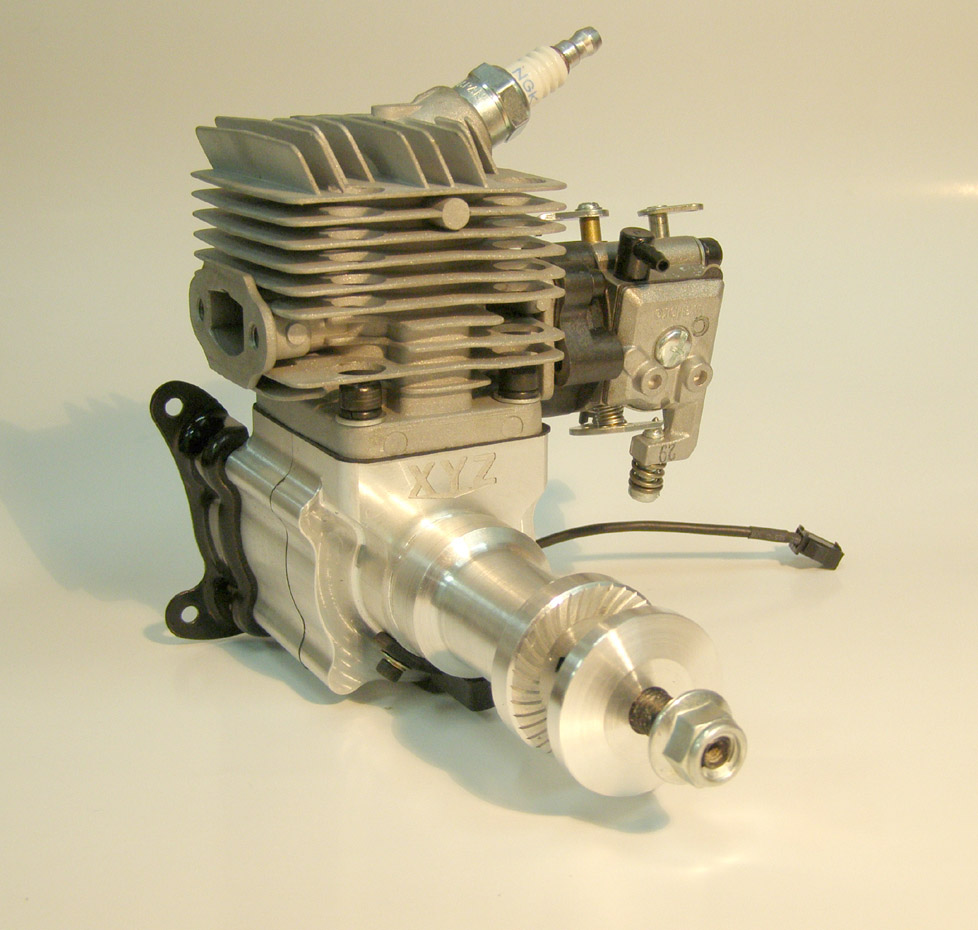
Двотактний карбюраторний двигун внутрішнього згоряння

Двота́ктний двигу́н (англ. two-stroke engine) — поршневий двигун внутрішнього згоряння, в якому робочий процес в кожному з циліндрів відбувається за один оберт колінчастого вала, тобто за два ходи поршня.

## Принцип дії

Двотактний цикл поршневого двигуна
Такти:
1. При русі поршня вгору — стиснення паливо-повітряної суміші у поточному циклі та засмоктування суміші для наступного циклу у порожнину під поршнем
2. При русі поршня вниз — робочий хід, випуск та витіснення паливо-повітряної суміші з-під поршня в робочу порожнину циліндра

Такти стиснення і робочого ходу в двотактному двигуні відбуваються так само, як і в чотиритактному, але процеси очищення та наповнення циліндра суміщені і здійснюються не в рамках окремих тактів, а за короткий час, коли поршень знаходиться поблизу нижньої мертвої точки.
У зв'язку з тим, що в двотактному двигуні, при однаковій кількості циліндрів і частоті обертання колінчастого вала, робочі ходи відбуваються вдвічі частіше, літрова потужність двотактних двигунів є вищою, ніж чотиритактних — в 1,6-1,8 рази, оскільки частина корисного ходу поршня займає продування — «такт» газообміну, що суміщає впуск і вихлоп, а сам газообмін менш досконалий, ніж у чотиритактних двигунів.
На відміну від чотиритактних двигунів, де витіснення відпрацьованих газів і всмоктування свіжої суміші здійснюється самим поршнем, у двотактних двигунах газообмін відбувається за рахунок подачі в циліндр робочої суміші або повітря (в дизелях) під тиском, створюваним спеціальним продувальним насосом — повітродувкою, а сам процес газообміну отримав назву — продування. У процесі продувки паливно-повітряна суміш витісняє продукти горіння з циліндра в випускні канали, займаючи їхнє місце. При цьому частина свіжого заряду теж попадає у вихлопні канали і втрачається, що погіршує економічність карбюраторного двотактного двигуна.
У спрощених двотактних двигунах продування здійснюється за рахунок витіснення свіжого заряду поршнем з кривошипної камери в робочу порожнину циліндра. Таке продування називається кривошипно-камерним (і найчастіше буває контурне або дефлекторне — див. нижче). Для цього здійснення необхідно, щоб порожнина кривошипа конкретного циліндра була герметична і, по можливості, щоб колінвал займав можливо більший обсяг і був обтічний, щоб якомога менше впливати на газодинаміку. Таким чином, в багатоциліндрових двигунах камери кривошипів окремих циліндрів відокремлені одна від одної, а сам колінвал має досить складну конструкцію.

## Тип продування двотактного двигуна
За способом організації руху потоків продувочного повітря (суміші) розрізняють двотактні двигуни з контурним і прямоточним продуванням. При прямоточному продуванні гази продуваються уздовж осі циліндра в одному напрямку, при контурному потік газів спрямований по контуру циліндра спочатку від поршня до голівки, потім в протилежному напрямку.
При контурній продувці потік повітря (суміші) рухається уздовж внутрішньої поверхні циліндра і його головки, повторюючи їх контур (звідси назва). Оскільки повітря (суміш) у циліндрі найчастіше описує петлю, такий тип продування називається ще зворотно-петлевий або просто петлевим продуванням. Впускні і випускні вікна розташовані в нижній частині циліндра. Напрямок потоку повітря (суміші) по контуру циліндра може здаватися спеціальними дефлекторами на днищі поршня, або спеціальною формою продувних каналів що направляють потік повітря (суміші) до голівки циліндра, та сферичною формою камери згоряння. Часто для поліпшення спорожнення циліндра використовується принцип Каденассі — аеродинамічна і акустична настройка трактів.

### Поперечне продування

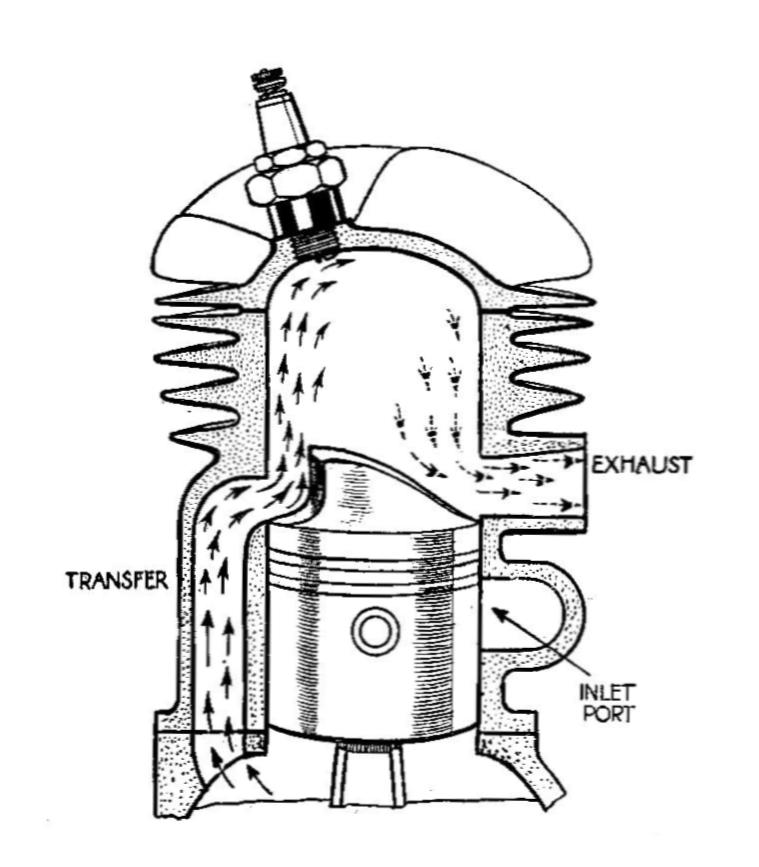
Схема дефлекторного продування

Поперечна схема продування найбільш проста: в ній випускні вікна розташовуються навпроти впускних. Така схема малоефективна і тягне за собою великі втрати паливної суміші через те, що вона рухається по траєкторіях різної довжини і досягає випускного вікна через різний час. На сучасних двигунах не застосовується.

### Дефлекторне продування
Схема дефлекторного продування схожа з поперечною, однак на поршні є виступ — дефлектор, який направляє потік продувочного паливної суміші не дозволяючи йому змішуватися з відпрацьованими газами. Дефлекторне продування краще працює на холостому ходу і часткових навантаженнях. Крім того, циліндри двигунів з дефлекторним продуванням простіші у виготовленні, позаяк не критичні до форми впускного каналу. Складна форма камери згоряння при дефлекторному продуванні погіршує параметри робочого процесу і підвищує схильність бензинових двигунів до детонації, а дизельних — до димлення, також поршень з товстим днищем (через форму дефлектора) схильний до перегрівання.
Схема була дуже поширена на мотодвигунах в 1920-30 роках, в сучасних двотактних двигунах не застосовується.

### Фонтанне продування
При фонтанній схемі продувальні і випускні вікна розташовуються по всьому колу циліндра: зверху — випускні, а під ними — продувні вікна. Така схема дозволяє дещо краще продути центральну область, однак через вихровий рух суміші збільшується втрата свіжого заряду. Фонтанне продування широко застосовувалася на авіамодельних мікромоторах в 1950-60 роках.

### Петлева схема продування

Петлеве продування Шнюрле

Петлеве продування (або продування Шнюрле) — найбільш поширена та ефективна[джерело?] схема продування. Була вперше запропонована і запатентована німецьким інженером Адольфом Шнюрле (А. Schnürle) в 1925 році.
Характеризується наявністю двох або трьох продувних каналів з оформленими вікнами, що направляють продувочні струмені паливно-повітряної суміші на стінку циліндра протилежну тій де розташоване випускне вікно. Продувний потік, рухаючись щільним фронтом по каналах (уздовж стінок циліндрів), витісняє згорілі гази в сторону вихлопного вікна, добре очищає циліндр і забезпечує ефективне наповнення його робочою сумішшю.
У 1932 році, німецька фірма DKW придбала ліцензію Адольфа Шнюрле та ексклюзивне право його використання в своїх бензинових двигунах. Таким чином був сконструйований новий вдалий двигун з гладким поршнем для мотоцикла DKW RT 125, який визначив розвиток мотоциклетних моторів на багато років вперед.

## Продувні насоси
Для того, щоб здійснити продування, необхідно стиснути повітря (суміш) до подачі її в циліндр двотактного двигуна. Ця операція здійснюється продувальним насосом.
На малогабаритних бензинових двотактних двигунах роль продувочного насоса виконує підпоршневий простір — кривошипна камера. Така конструкція проста, через те, що не вимагає окремого продувочного агрегату, що зумовило її переважне поширення на спрощених мотоциклетних і авіамодельних моторчиках. Але тут є ряд недоліків. По-перше, використання картера двигуна як продувочного насоса не дозволяє розмістити в картері масляну ванну. Для змащення карбюраторного двигуна доводиться підмішувати масло в паливо, що обумовлює значні витрати масла, димний вихлоп, утворення нагару в циліндрі і незручність заправки (спочатку потрібно приготувати бензо-масляну суміш, прямо в баку змішувати масло і бензин небажано через вагового розшарування). По-друге, в багатоциліндрових двигунах (напр. Вартбург) припадає відокремлювати кривошипні камери один від одного, що вимагає застосування розбірного колінчастого валу (як наслідок, істотна втрата жорсткості вала в порівнянні з цілісним) і складних ущільнювальних пристроїв. Ступінь стиснення повітря (суміші) в кривошипно камері невелика, що не дозволяє отримати істотний тиск продувочного повітря (доводиться збільшувати тривалість фази продувки, це змушує знижувати ефективний робочий об'єм).
На великих багатоциліндрових двотактних двигунах продувочний повітря стискається в окремому компресорі (найчастіше типу Рутс), що практично повністю усуває зазначені вище недоліки.
Для тих же цілей використовується і турбокомпресор, але в цьому випадку в момент пуску в двигун необхідно подавати стиснене повітря від зовнішнього джерела або використовувати двоступінчасте наддування з механічним ступенем (10Д100).

## Система мащення двотактних двигунів
Двотактні карбюраторні двигуни системи мащення не мають. Змазування проводиться мастилом, розчиненою у бензині. Під час руху паливної суміші в картері вона частково розшаровується, і мастило у вигляді крапель осідає на деталях двигуна. Співвідношення мастило/бензин, зазвичай становить від 1:20 до 1:50 по об'єму.
У ряді випадків у дорожчих двигунах (Honda, Suzuki, Ява-Ойлмастер) застосовується роздільна подача мастила та бензину в двигун, але все одно подача мастила до пар тертя відбувається за рахунок осадження з горючої суміші. Мастило подається мастильним насосом або самопливом, змішування з бензином відбувається, як правило, у впускному патрубку за карбюратором. При будь-якому способі подачі мастило, що потрапляє в двигун як елемент робочої суміші, частково згорає.
Система мащення двотактних дизельних двигунів не відрізняється від аналогічної системи чотиритактних двигунів. Двигуни до 450—500 л.с. мають, як правило, систему з мастильним картером, на потужніших використовується система мащення із сухим картером. Олива подається до пар тертя насосами, як правило, шестерними або колівратні[що це?], проходить через систему фільтрів, охолоджується теплообмінниками або радіаторами. Як правило, середні і важкі двотактні двигуни в обов'язковому порядку мають систему охолодження поршнів моторним мастилом. Особливо інтенсивно охолоджуються вихлопні поршні, як найбільш термонапружені деталі двигуна. Саме з метою їх найбільш інтенсивного охолодження дизелі серій Д100 мають верхнє розташування вихлопного колінчатого вала.